# نادي مونتيري

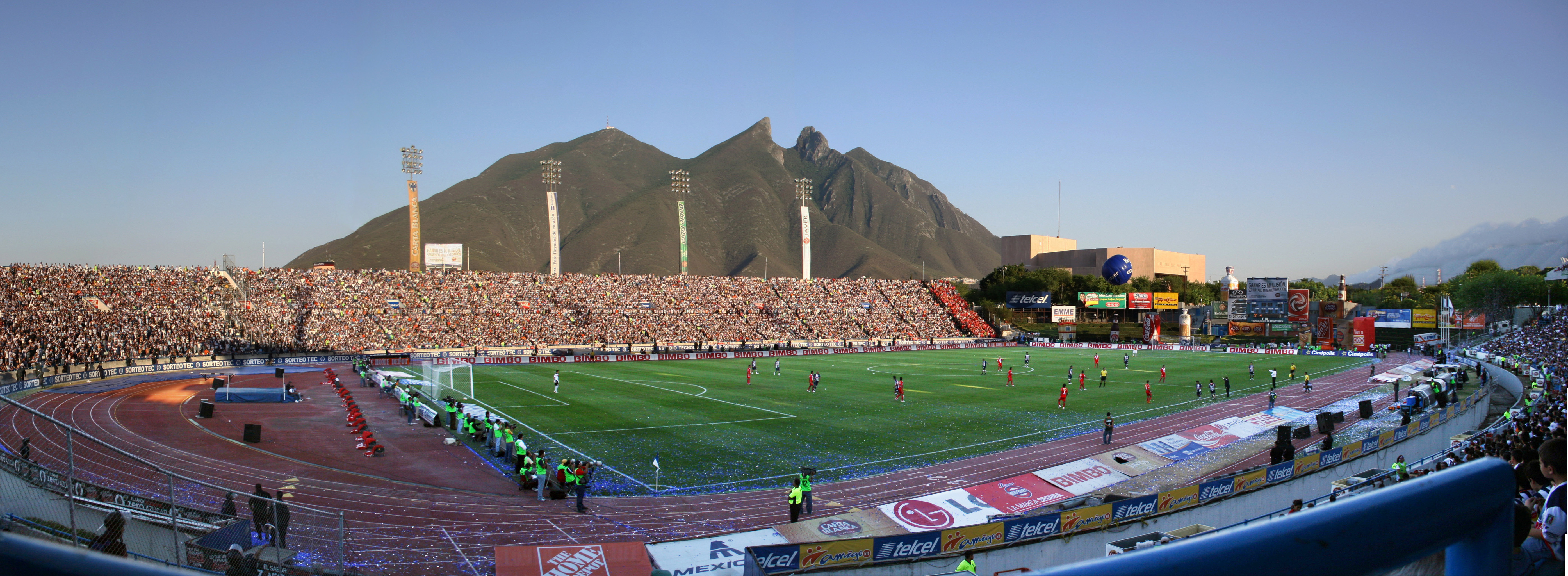
ملعب تيكنولوجيكو في مباراة بين فيراكروز ومونتيري

نادي مونتيري (بالإسبانية:Club de Fútbol Monterrey) هو نادي كرة قدم مكسيكي من مدينة مونتيري. تم تأسيس الفريق في 28 يونيو 1945 وهو أقدم نوادي القسم الشمالي من المكسيك. يلعب النادي مبارياته المنزلية على ملعب تيكنولوجيكو الذي يتسع ل 32,864 متفرج. وقد تمتع النادي بالنجاح في السنوات الأخيرة، بعد فوزه بألقاب بالدوري 1986، 2003، 2009 و 2010. وحصل أيضاً على دوري أبطال الكونكاكاف 5 مرات. ما أهله إلى بطولة كأس العالم للأندية لكرة القدم 2011 في اليابان. و كأس العالم للأندية 2019 في قطر.

## التاريخ

### فترة الأربعينيات والخمسينيات
تأسس نادي مونتيري لكرة القدم في 28 يونيو 1945 قبل نهاية الحرب العالمية الثانية بقليل من قِبَل مجموعة من رجال الأعمال الصناعيين برئاسة رامون كارديناس كورونادو وإنريكي أيالا ميدينا وبول سي بروبرت وروجيليو كانتو جوميز وميغيل مارغيان زوزايا، ولقي الفريق قبولًا شعبيًّا تيمنًا بزي الفريق، وهو أبيض تقليدي مع خطوط عمودية زرقاء داكنة، على الرغم من أن الزي الأصلي كان أبيضًا وكتفه لونه أزرق مائل، إلا أن الخطوط كانت مستوحاة في عام 1965، عندما ارتداها فريق تامبيكو ماديرو كرة القدم، واعتمدها فريق مونتيري، ومنذ ذلك الحين يتكون الزي الأساسي من قمصان مخططة باللونين الأزرق والأبيض مع شورت أزرق.
لعبت أول مباراة للفريق في الدوري موسم 1945–46 في 19 أغسطس 1945 ضد سان سباستيان دي ليون، وفاز في هذه المباراة مونتيري بنتيحة 1–0، سَجَّلَه خوسيه «تشي» غوميز، لكن سرعان ما انتهى هذا الفرح، أولًا بخسارة الفريق بنتيجة 6–0 أمام مونتيزوما، ثم تورط حافلة السفر الخاصة بالنادي في حادث مأساوي في طرق سان خوان دي لوس لاغوس الذي أودى بحياة العديد من لاعبي النادي وأدى إلى إصابات كبيرة على اللاعبين الباقين على قيد الحياة، وأعارت الأندية المكسيكية الأخرى لاعبين لمونتيري متضامنين معهم لمواصلة اللعب في البطولة، لكن النادي عانى رغم ذلك من خسارة 21 مباراة متتالية، وسُجِّلَ في مرماه 121 هدفًا في ذلك العام؛ ليحتل مونتيري المركز الأخير في الدوري، وبسبب هذه الأحداث قرر النادي التوقف عن اللعب في الدوري عام 1946؛ تكريمًا للاعبين الذين ماتوا.
ظل الندي لا يلعب في الدوري حتى عام 1952، عندما استأنف النادي اللعب بفضل الدكتور كارلوس كانسيكو، والتحق النادي بالدرجة الثانية، وبعد 4 سنوات فقط صعد النادي الدرجة الأولى مرة أخرى، كانت الفرحة قصيرة عندما احتل النادي المركز الأخير في عامه الأول، وهبط مرة أخرى إلى الدرجة الثانية بعد أن أنهى الموسم بتسجيله 4 انتصارات و 7 تعادلات و 13 خسارة بإجمالي 15 نقطة، بفارق نقطة عن زاكاتيبيك الذي لم يهبط، لكن النادي سيصعد مرة أخرى في بطولة موسم 1959–60، وظلوا في الدرجة الأولى حتى الآن.

### فترة الستينيات
بدأ النادي في الستينيات في حالة سيئة وتجنب الهبوط بثلاث نقاط أكثر من كلوب سيلايا، ولكن في الموسم التالي موسم 1960–61 برقم قياسي من 7 انتصارات و7 تعادلات و12 خسارة ليصبح المجموع 21 نقطة، وفي موسم 1961–62، كان النادي قريبًا مرة أخرى من الهبوط في المركز الثاني للعام الثاني على التوالي قبل زاكاتيبيك الذي هبط، وسجل النادي 7 انتصارات و5 تعادلات و15 خسارة ليصبح المجموع 19 نقطة، وفي موسم 1962–63 تمكن النادي أخيرًا من تحقيق عام ناجح في دوري الدرجة الأولى، حيث احتل المركز الخامس في الدوري بفارق نقطتين عن سي دي أورو بطل الدوري ذلك الموسم، وأنهى مونتيري الدوري بـ8 انتصارات و12 تعادلًا و6 خسائر فقط ليصبح المجموع 28 نقطة، وفي موسم 1963–64 احتل النادي المركز الثالث في الدوري بفارق 5 نقاط فقط عن غوادالاخارا بطل الدوري ذلك الموسم، واحتل مونتيري الدوري بـ12 فوزًا و 8 تعادل 6 خسائر ليصبح المجموع 32 نقطة، وفي موسم 1964–65 احتل النادي مرة أخرى المركز الثالث في الدوري هذه المرة بفارق ثلاث نقاط فقط عن غوادالاخارا الذي فاز بلقب الدوري للمرة الثانية على التوالي برصيد 40 نقطة، وأنهى مونتيري الموسم بـ17 فوزًا و 3 تعادلات و 10 خسائر بإجمالي 37 نقطة، وفي موسم 1965–66 احتل النادي في المركز الرابع في الدوري بالتساوي مع أتلانتي إف سي برصيد 33 نقطة، وأنهى مونتيري الموسم بـ13 فوزًا و 7 تعادلات و 10 خسائر بإجمالي 33 نقطة، وفي موسم 1966–67 شعر النادي بالعودة إلى الإنهاء المتوسط حيث احتل المركز الثامن في الدوري بالتساوي مع إيرابواتو برصيد 30 نقطة لكل منهما، وأنهى مونتيري الموسم بـ10 انتصارات وتعادلات وخسائر بإجمالي 30 نقطة، وفي موسم 1967–68 واصل النادي في هبوط أدائه واحتل المركز الرابع عشر في الدوري بالتساوي مع سي دي أورو، وأنهى مونتيري الموسم بـ6 انتصارات و 9 تعادلات و 15 خسارة بإجمالي 21 نقطة، وفي موسم 1968–69 احتل النادي المركز العاشر في الدوري بالتساوي مع باتشوكا، وأنهى مونتيري الموسم بـ10 انتصارات و 8 تعادلات و 12 خسارة ليصبح المجموع 28 نقطة، وفي موسم 1969–70 أغلق النادي هذا العِقْد من الزمان واحتل المركز التاسع بالتساوي مع أتلانتي إف سي برصيد 28 نقطة، وأنهى مونتيري الموسم بـ9 انتصارات و 10 تعادلات و 11 خسارة.

### فترة الثمانينيات
في 1 مارس 1986 فاز مونتيري بأول لقب له في الدوري في مباراة الإياب من سلسلة ضد تامبيكو ماديرو في ملعب تكنولوجيكو في موسم 1985–86، بعدما فاز عليه بنتيجة 3–2، سَجَّلَ الهدف الأول البرازيلي رينالدو جولديني الذي سجل من ركلة جزاء بعد خطأ ضد لاعب تامبيكو ماديرو ماريو دي سوزا موتا، وسَجَّلَ الهدف الثاني والثالث اللاعب المكسيكي فرانسيسكو خافيير كروز الذي أنهى الموسم في منصب هداف الدوري، ولكن بعد ذلك لم يفز مونتيري باللقب 2003. في الموسم التالي تعاقد الفريق مع العديد من اللاعبين، بما في ذلك لاعب الوسط البرازيلي ريكاردو فيريتي، لكن الفريق في ذلك الموسم لم يكن جيدًا. في عام 1989 أُنشِئَت أغنية رايادوس (بالعربية: المخطط) بواسطة الملحن لويس أغويليه، ويعتبره مشجعو مونتيري أحد رموز هوية الفريق.

### فترة التسعينيات
في بداية العقد وقع مونتيري مع لاعبين بارزين مثل كارلوس هيرموسيلو ومانويل نيغريتي أرياس للعب لصفوف الفريق في موسم 1990–91. وفي الموسم التالي فازوا بأول بطولة لهم في كأس المكسيك بعد فوزهم على سي دي خواريز بنتيجة 4–2 على أرضهم في ملعب تكنولوجيكو، ثم وصلوا إلى نهائي الدوري في موسم 1992–93، وخسروا أمام أتلانتي إف سي.
في حين أن السنوات الأولى من العقد بدت واعدة لمونتيري، فإن النصف الأخير من العقد سيكون مخيبا للآمال، حيث بدأت المشاكل المالية في أن تصبح مشكلة النادي خلال هذه الفترة، فباع النادي العديد من اللاعبين الذين سيواصلون مسيرتهم المهنية الناجحة مع فرق أخرى مثل رامون موراليس وسينيا، وباع أيضًا الموهبة الشابة خيسوس أرييانو إلى غوادالاخارا في عام 1997، على الرغم من عودته إلى النادي في عام 2000 وقضى السنوات الإحدى عشرة التالية في منصب القائد قبل تقاعده في 2011.
واحدة من أكثر اللحظات التي لا تنسى في هذا العقد كانت تسمى كلاسيكو ديل ديسينسو، في مارس 1996 هزم مونتيري منافسه اللدود تايجرز أونال، الذي كان يواجه معركة هبوط بعد سنوات من النتائج السيئة، تعني الهزيمة أن تايجرز سيهبط للمرة الأولى والوحيدة حتى الآن في تاريخهم إلى الدوري المكسيكي الدرجة الثانية.
في عام 1999 كان مونتيري يواجه معركة هبوط شرسة ضد بويبلا بلغت ذروتها في 9 مايو 1999، عندما واجه الفريقان بعضهما البعض في ملعب تكنولوجيكو لتحديد الفريق الذي سيهبط، واحتاج مونتيري إلى التعادل فقط للبقاء في دوري الدرجة الأولى، ومع أداء لا يُنسى من فرانسيسكو خافيير كروز الذي لعب دورًا حيويًا في فوز مونتيري الأول باللقب قبل ثلاثة عشر عامًا، تمكن مونتيري من التعادل بنتيجة 1–1 والبقاء في الدوري المكسيكي الممتاز.

### القرن الـ21
في عام 2002 تعاقد مونتيري مع المدرب دانييل باساريلا وبدأ في تشكيل فريق قوي وتنافسي يضم لاعبين ممتازين أمثال غييرمو فرانكو ووالتر إرفيتي وخيسوس أرييانو ولويس بيريز. في بطولة الدوري عام 2003 فازوا بلقبهم الثاني، وكانوا في نصف النهائي واجهوا غريمهم التقليدي تايجرز أونال لأول مرة على الإطلاق في ليغويلا، وفي مباراة الذهاب فاز مونتيري بنتيجة 4–1 في ملعب يونيفيرسيتاريو، وعلى الرغم من الخسارة بنتيجة 1–2 على أرضهم في مباراة الإياب تمكنوا من التأهل إلى النهائي بفوزهم بالإجمالي بنتيجة 5–3، وفي 14 يونيو 2003 هزموا أتليتيكو موريليا بمجموع 3–1؛ ليحرزوا لقب الدوري الثاني بعد 17 عامًا.
غادر باساريلا في عام 2004، وبعد ذلك عين مونتيري ميغيل هيريرا ليكون مدربهم، وقادهم إلى نهائي الدوري عام 2004، لكن النادي خسر أمام أونيفرسيداد ناسيونال بمجموع 3–1، وقادهم إلى النهائي مرة أخرى في بطولة الدوري عام 2005، ولكنه خسر أيضًا هذه المرة أمام ديبورتيفو تولوكا بمجموع 6–3، وبعد الخسارة غادر غييرمو فرانكو النادي ليلعب لنادي فياريال الإسباني، وسيبقى ميغيل هيريرا مدربهم حتى عام 2007، عندما فُصِلَ بعد سلسلة من النتائج السيئة في الدوري عام 2007، وفي الدوري عام 2008 عَيَّنَ مونتيري ريكاردو لافولبي في منصب مدرب الفريق، وتمكنوا من الوصول إلى الدور نصف النهائي، وضم هذا الفريق لاعبين جدد مثل هومبيرتو سوازو والمهاجم المخضرم الجديد خاريد بورغيتي، ومع ذلك كانت البطولة التالية سيئة بالنسبة لمونتيري، حيث احتل الفريق المركز الرابع عشر في نهاية الموسم.

#### عصر فيكتور مانويل فوسيتيتش (2009–2013)

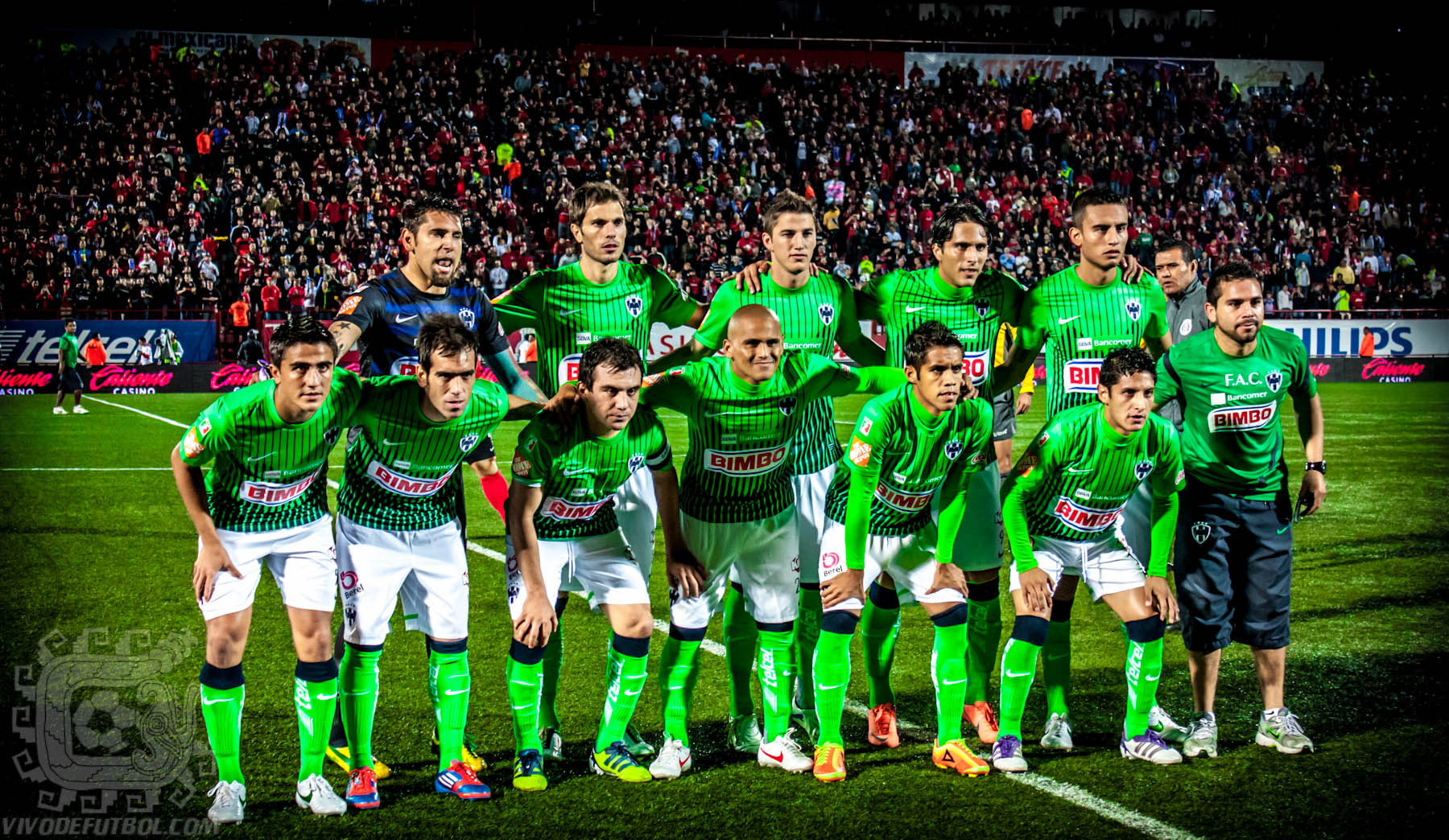
مونتيري في الدوري عام 2012

في عام 2009 تعاقد مونتيري مع المدرب فيكتور مانويل فوسيتش وشكل فريقًا من شأنه أن يصبح أحد أقوى الفرق في الدوري، بهجوم بقيادة أومبرتو سوازو والاستحواذ الجديد على ألدو دي نيغريس، وبخط وسط يضم لاعبين مخضرمين أمثال لويس إرنستو بيريز وخيسوس أرييانو ووالتر أيوفي، ودفاع بقيادة خوسيه ماريا باسانتا ودويليو دافينو وحارس المرمى جوناثان أوروزكو، وفاز مونتيري بلقب الدوري الثالث في تاريخ في بطولة الدوري عام 2009، بفوزهم في النهائي على كروز آزول بمجموع 6–4، أقيمت مباراة الذهاب على ملعب تكنولوجيكو حيث تغلب مونتيري على تأخره بنتيجة 1–3 ليفوز في المباراة بنتيجة 4–3، وأقيمت مباراة الإياب على ملعب أزول، وفاز مونتيري بنتيجة 2–1، وهكذا وبعد انتظار دام ست سنوات رفع مونتيري لقبه الثالث في الدوري.
في البطولة التالية غادر أومبرتو سوازو ليلعب لنادي ريال سرقسطة الإسباني، لكن مع ذلك تمكن مونتيري من احتلال صدارة جدول الدوري للمرة الأولى في تاريخه، ومع ذلك خرجوا من ربع النهائي على يد باتشوكا. عاد أومبرتو سوازو إلى مونتيري لبطولة الدوري عام 2010، وتمكنوا من الفوز بلقب الدوري الرابع عندما هزموا سانتوس لاغونا في النهائي، وعلى الرغم من خسارتهم بنتيجة 2–3 في مباراة الذهاب، إلا أنهم تمكنوا من العودة والفوز بنتيجة 3–0 في مباراة الإياب في ملعب تكنولوجيكو، حيث سجل أومبرتو سوازو وخوسيه ماريا باسانتا هدفين على التوالي، وحقق مونتيري لقبه الرابع في الدوري بعد فوزه بمجموع المبارتين بنتيجة 5–3. تأهل مونتيري إلى دوري أبطال الكونكاكاف 2010–11 وفاز بالبطولة لأول مرة في تاريخه، حيث واجهوا ريال سولت ليك في النهائي وفازوا عليهم بمجموع 3–2؛ ليحققوا أول لقب لهم في دوري أبطال الكونكاكاف واللقب الثالث في عصر فوسيتش.

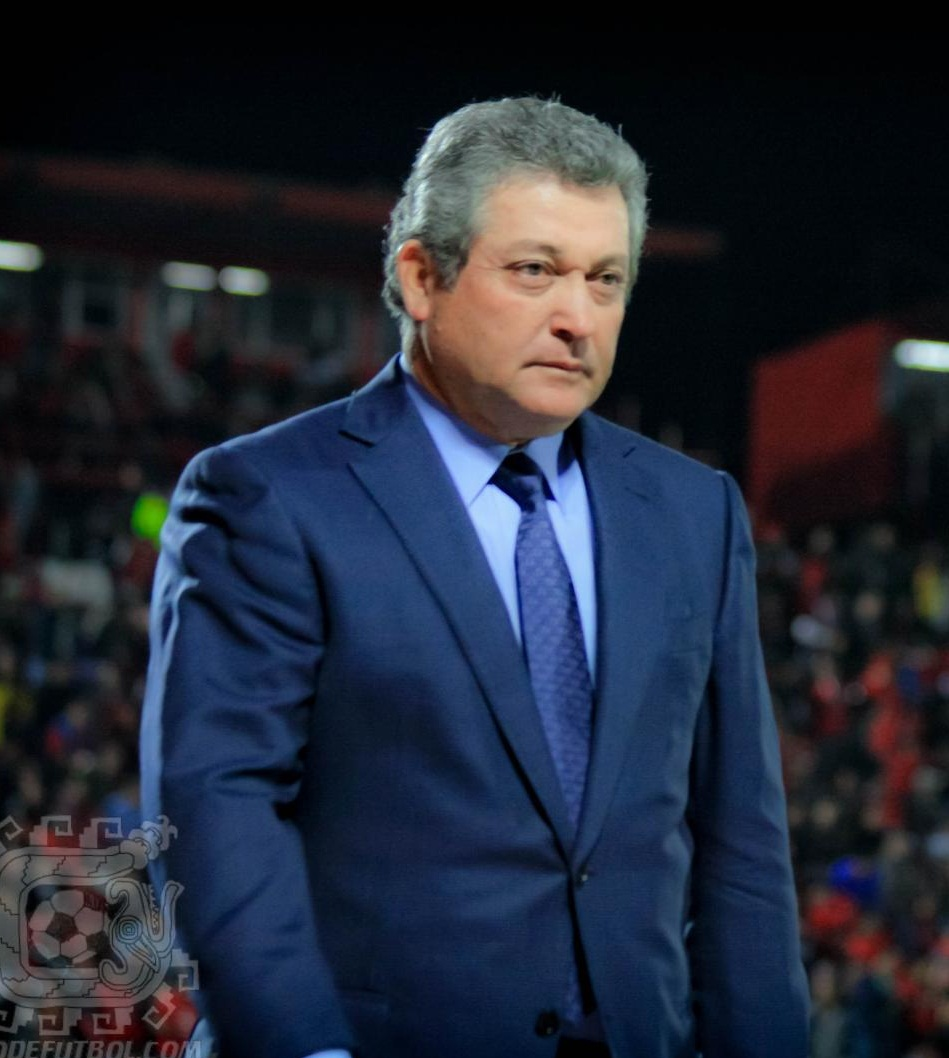
فوسيتش في عام 2012.

في العام التالي وصلوا إلى نهائي الدوري عام 2012 ودوري أبطال الكونكاكاف 2011–12، وكلا النهائيين كانا ضد الخصم نفسه وهو سانتوس لاغونا، وكان مونتيري يسعى للفوز بلقبه الخامس في الدوري ولقبه الثاني في دوري أبطال الكونكاكاف، لكن مونتيري خسر نهائي الدوري ضد سانتوس لاغونا، لكنهم فازوا بنهائي دوري أبطال الكونكاكاف ضد سانتوس لاغونا بمجموع 3–2؛ ليحصدوا لقبهم الثاني على التوالي في دوري أبطال الكونكاكاف. وصل مونتيري إلى نهائي دوري أبطال الكونكاكاف 2012–13 للمرة الثالثة على التوالي، وواجهوا سانتوس لاغونا في تكرار لنهائي العام السابق، تعادل الفريقين 0–0 في مباراة الذهاب، وفي مباراة الإياب تقدم سانتوس لاغونا بنتيجة 2–0 بهدفين من داروين كينتيرو ولاعب مونتيري السابق فيليبي بالوي، لكن مونتيري نجح في تحقيق عودة تاريخية وسَجَّلَ أربعة أهداف، بثنائية من ألدو دي نيغريس وهدف كل من أومبرتو سوازو ونيري كاردوسو؛ ليفوز مونتيري بلقبه الثالث على التوالي في دوري أبطال الكونكاكاف واللقب العام الخامس في عصر فوسيتش، وعزز ذلك منهم كأفضل فريق كرة قدم مكسيكي على الإطلاق. على الرغم من أنهم حققوا نجاحًا هائلاً في دوري أبطال الكونكاكاف، إلا أنهم لم يعودوا إلى البطولة التالية حيث لم يتمكنوا من الوصول إلى النهائيات في الدوري خلال موسم 2012–13، وبالتالي لم يتمكنوا من الحصول على فرصة لمحاولة أن يصبحوا الفريق الأول الفائز بالبطولة أربع مرات متتالية.
بدأ مونتيري موسم 2013–14 بالعديد من التغييرات، حيث ترك ألدو دي نيغريس النادي لينضم إلى غوادالاخارا، وانضم والتر أيوفي إلى باتشوكا حتى الآن، تقاعد لاعبون مثل خيسوس أرييانو ودويليو دافينو، وغادر لاعبو النادي منذ فترة طويلة مثل لويس إرنستو بيريز النادي. مع وصول لاعبين جدد مثل دورلان بابون وليوباردو لوبيس، كان مونتيري جاهزًا للدوري عام 2013. ومع ذلك فإن سلسلة من النتائج السيئة والصدمة المبكرة لرحيل بابون سيثبت أنهما يشكلان تهديدًا، حيث بدأ مونتيري البطولة بشكل سيئ، وفي 25 أغسطس 2013 أعلن مونتيري أن فوسيتش قد استقال من منصب مدرب الفريق، وبالتالي انتهى عصر فوسيتش، الذي أكسب النادي ما مجموعه خمسة ألقاب في أربع سنوات.

## اللاعبون

### التشكيلة الحالية
اعتبارًا من 5 يناير 2020.[بحاجة لمصدر]
| الرقم | الجنسية    | المركز | الاسم               |
| ----- | ---------- | ------ | ------------------- |
| 1     | المكسيك    | حارس   | هوغو غونزاليس دوران |
| 3     | المكسيك    | مدافع  | سيزار مونتيس        |
| 4     | الأرجنتين  | مدافع  | نيكولاس سانشيز      |
| 5     | الأرجنتين  | وسط    | ماتياس كرانفايتر    |
| 6     | المكسيك    | مدافع  | إدسون غوتيريز       |
| 7     | الأرجنتين  | مهاجم  | روجيليو فونيس موري  |
| 8     | كولومبيا   | وسط    | دورلان بابون        |
| 9     | هولندا     | مهاجم  | فينسنت يانسن        |
| 10    | ساحل العاج | مهاجم  | أكي لوبا            |
| 11    | الأرجنتين  | وسط    | ماكسيميليانو ميزا   |
| 16    | باراغواي   | وسط    | سيلسو أورتيز        |
| 17    | المكسيك    | مدافع  | خيسوس غاياردو       |

| الرقم | الجنسية  | المركز | الاسم                  |
| ----- | -------- | ------ | ---------------------- |
| 18    | كولومبيا | مهاجم  | أفيليس هوتاردو         |
| 19    | المكسيك  | مدافع  | ميغيل لايون            |
| 20    | تشيلي    | مدافع  | سيباستيان فيغاس        |
| 21    | المكسيك  | وسط    | ألفونسو غونزاليس       |
| 22    | المكسيك  | حارس   | لويس كارديناس          |
| 24    | المكسيك  | حارس   | إدسون ريسينديز         |
| 25    | المكسيك  | وسط    | جوناثان غونزاليس       |
| 27    | المكسيك  | مدافع  | دانيال بارا            |
| 29    | المكسيك  | وسط    | كارلوس ألبرتو رودريغيز |
| 33    | كولومبيا | مدافع  | ستيفان ميدينا          |
| 34    | المكسيك  | مدافع  | خوان أنطونيو بورتاليس  |
| 35    | المكسيك  | وسط    | إريك كانتو             |

### لاعبون معارون
| الجنسية | المركز | الاسم             | النادي المُعار إليه  |
| ------- | ------ | ----------------- | ------------------- |
| المكسيك | حارس   | أليكس كروز        | بوماس تاباسكو       |
| المكسيك | حارس   | فرناندو هيرنانديز | سيمارونيس دي سونورا |
| المكسيك | مدافع  | خوان ألفاريز      | نورث تكساس          |
| المكسيك | مدافع  | أورلاندو سالازار  | أتليتكو موريليا     |
| المكسيك | مدافع  | خوان فيغا         | أتليتكو موريليا     |
| المكسيك | وسط    | دانيال لاجود      | تامبيكو ماديرو      |

| الجنسية | المركز | الاسم          | النادي المُعار إليه  |
| ------- | ------ | -------------- | ------------------- |
| المكسيك | وسط    | ويليام ميخيا   | أتليتكو موريليا     |
| المكسيك | وسط    | هيرنان بينيدا  | أتليتكو موريليا     |
| المكسيك | وسط    | ميشيل رودريغيز | كانكون              |
| المكسيك | مهاجم  | آدم باريرو     | ألانيا سبور         |
| المكسيك | مهاجم  | خوان ماشادا    | سيمارونيس دي سونورا |

## الملعب
يلعب نادي مونتيري حاليا مبارياته على ملعب تيكنولوجيكو وهو ثاني أقدم استاد لكرة القدم في المكسيك بعد ملعب آزول وقد تم افتتاحه عام 1950. سينتقل نادي مونتيري للعب في ملعب جديد يسمى ملعب مونتيري لكرة القدم ومن المقرر ان يقع في حي غوادالوب، نويفو ليون في مونتيري الكبرى. وسيستيعب الملعب الجديد سعة تتجاوز 50,000 مع خيارات لإعادة تشكيله وتوسيعه. وسيكون للملعب ميزات مشابهة لتلك التي أدرجت في تصميم ملعب ويمبلي في إنجلترا وملعب أفيفا في أيرلندا.

## وصلات خارجية
- الموقع الرسمي